# Odczarowanie
Odczarowanie. Religia jako zjawisko naturalne – książka amerykańskiego filozofa Daniela Dennetta, w której przedstawia projekt naukowej analizy zjawiska religii, w celu przewidzenia jej przyszłości. Rozważa argumenty za i przeciwko takiej analizie. Pisze, że zaklęciem, które ma nadzieje złamać, nie jest religia sama w sobie, ale przekonanie, że religia jest poza granicami naukowych dociekań.
Książka podzielona jest na trzy części:
1. Przedstawia motywację i uzasadnienie całego projektu – „Czy nauka może badać religię? Czy powinna?” i odpowiada na te pytania twierdząco.
2. Przechodzi do użycia narzędzi biologii ewolucyjnej by przedstawić teorie dotyczące powstania religii późniejszej ewolucji współczesnych religii z pierwotnych wierzeń ludowych.
3. Analizuje religię i jej wpływ na dzisiejszy świat: Czy to religia czyni nas moralnymi? Czy religia jest tym co nadaje sens życiu? Czego powinniśmy uczyć dzieci? Dennett opiera swoją analizę na danych empirycznych, ale często wskazuje, że potrzebnych jest jeszcze więcej badań w tej dziedzinie.

Używana przez autora robocza definicja religii brzmi: „system społeczny, którego uczestnicy wyznają wiarę w ponadnaturalny czynnik, lub czynniki, których aprobaty szukają”. Stwierdza, że ta definicja jest tylko „punktem startowym, a nie czymś wyrytym w kamieniu”.
PIW, Warszawa 2008, s. 479. ISBN 978-83-06-03138-6